# Museo della ndrangheta
Das Museum der ’Ndrangheta (italienisch: museo della ndrangheta) wurde am 1. Dezember 2009 eröffnet und befindet sich in einer konfiszierten Mafia-Villa in Reggio Calabria an der Südspitze der Italienischen Halbinsel.
Das Projekt selbst wurde durch die Unterzeichnung der Absichtserklärung zwischen der Region Kalabrien, der Provinz Reggio Calabria, der Präfektur und Kommune von Reggio Calabria, sowie dem Lehrstuhl der Kultur- und Sozialwissenschaften der Universität La Sapienza in Rom und der Philosophischen Fakultät der Universität Kalabrien realisiert.

## Zielsetzung
Das Museum setzt sich zur Aufgabe, die vielfältigen Forschungen über die italienische Mafiavereinigung ’Ndrangheta der Öffentlichkeit zugänglich zu machen. Angestrebt wird durch eine umfassende Aufklärung und Information die organisierte Kriminalität zu bekämpfen, eine stärkere europäische Solidarität aufzubauen und gleichzeitig den zivilgesellschaftlichen Protest in Europa  zu aktivieren.
Um im Kampf gegen die ökonomische, soziale und kulturelle Macht der ndrangheta einen konkreten, Ort zur Verfügung zu haben, soll sich das Museum zu einem internationalen Studienzentrum entwickeln, welches der Gefahr der Folklorisierung entgeht. Das Projekt des Ndrangheta-Museums stellt die Notwendigkeit, die Mentalität des Wegschauens und der Omertà (deutsch: „das Schweigen“) aufzubrechen in den Mittelpunkt seiner Arbeit und es versucht, der in den Massenmedien verbreiteten und von der ndrangheta gestützten Mythologisierung mafioser Machenschaften  entgegenzuwirken und zu dekonstruieren.

## Aktivitäten

### Schulen
Die direkte Zusammenarbeit mit den Jugendlichen und der tägliche Kampf um die Jugend Kalabriens, der die ndrangheta oft die einzige Perspektive für ein Auskommen bietet, beginnt in den Schulen. Das soziale und kulturelle Wirken der jeweiligen Mitarbeiter des Museums soll den Jugendlichen die Möglichkeit geben, außerhalb des ndrangheta-Phänomens, Perspektiven für eine andere Zukunft zu erkennen.
Die Zusammenarbeit mit verschiedenen Schulen richtet sich unter anderem auch darauf, unter den Jugendlichen, Schülern und Studenten eine zivilgesellschaftliche Basis gegen die ndrangheta zu bilden. Einer der Schwerpunkte in diesem Zusammenhang basiert auf der Vermittlung von umfassenden Kenntnissen sowie der unmittelbaren Einbeziehung der Jugendlichen bei dem Austausch von Informationen, Recherchen und Erfahrungen rund um das kulturelle, politische und gesellschaftliche Agieren der ndrangheta.
Um die ndrangheta zu einem „Ding“ zu machen, soll mit der Gestaltung der jeweiligen Räume des Museums ein Ort entstehen, wo „Worte zu Stein“ werden. Genau aus diesem Grund nehmen die Jugendlichen aus Kalabrien eine aktive Rolle bei der Umsetzung ihrer Ideen und Vorstellungen bezüglich der Konstruktion des Museums ein.

### Projekte

#### A Mani libere(deutsch: „Freihändig“)
Diese Zusammenstellung von fantasievollen Kurzgeschichten, dargestellt durch Karikaturen oder auch Interviews, ist das Ergebnis der durchgeführten Workshops, die das Museum der ndrangheta im Schuljahr 2008–2009 organisiert hat.
Dank der Zusammenarbeit mit dem Landesschulrat von Reggio Calabria entstanden die von den Herausgebern des Buches geleiteten Workshops an drei verschiedenen Pilotschulen der gleichen Provinz in Kalabrien:
- Gymnasium Giovanni Francesco Gemelli Careri, Taurianova
- Berufsschule zur Lehrerausbildung Giuseppe Mazzini, Locri
- Berufsfachschule für Industrie und Handwerk Enrico Fermi, Reggio Calabria

Die Schüler dieser drei Schulen und auch gleichzeitig die Autoren der Erzählungen haben des Weiteren die Möglichkeit erhalten, ihre Fragen an den Präfekten Francesco Musolino, den Staatsanwalt Nicola Gratteri und den Präsidenten der Provinz Reggio Calabria Giuseppe Morabito zu stellen.

#### Konferenz: „Die Wunde“
Das Seminar fand vom 22.–25. November 2010 in Reggio Calabria statt. Bei diesem Projekt haben an vier arbeitsreichen Tagen Staatsanwälte, Journalisten, Wissenschaftler, Vertreter der Sicherheitskräfte, der Kirche und Zivilgesellschaft dazu beigetragen, den Wissensstand über die ndrangheta in ihren vielen und komplexen Aspekten zu erhöhen.
Unter anderem nahmen der leitende Anti-Mafia-Staatsanwalt der Stadt Reggio Calabria Giuseppe Pignatone oder Nicola Gratteri, Oberstaatsanwalt der Anti-Mafia-Einheit von Reggio Calabria sowie Bernd Finger, leitender Kriminaldirektor des Landeskriminalamtes in Berlin und Mitgründer der Organisation „Mafia? – Nein Danke!“ und noch viele mehr an der Konferenz teil.
Am 7. April 2011 ist ein Buch zur Konferenz erschienen, das alle Vorträge des Seminars vereinigt.

### Sekundärliteratur
- Gudrun Dietz: Die 'Ndrangheta. Der geheime Aufstieg der kalabrischen Mafia. 1. Auflage. Wiley-VCH-Verlag, Weinheim 2011, ISBN 978-3-527-50455-8.
- Petra Reski: Mafia. Von falschen Paten, Priestern und Pizzerien. Knaur-Taschenbuch-Verlag, München 2009, ISBN 978-3-426-78162-3.
- Petra Reski: Von Kamen nach Corleone. Die Mafia in Deutschland. Verlag Hoffmann und Campe, Hamburg 2010, ISBN 978-3-455-50163-6.
- Jürgen Roth: Mafialand Deutschland. Heyne-Verlag, München 2010, ISBN 978-3-453-60145-1 (Erweiterte und aktualisierte Ausgabe).
- Roberto Saviano: Gomorrha. Reise in das Reich der Camorra. Deutscher Taschenbuch-Verlag, München 2009, ISBN 978-3-423-34529-3.
- Roberto Saviano: Das Gegenteil von Tod. Hanser-Verlag, München 2009, ISBN 978-3-446-23335-5 (italienisch: Il contrario della morte. Übersetzt von Friederike Hausmann, Rita Seuß).